# 俄派芭蕾

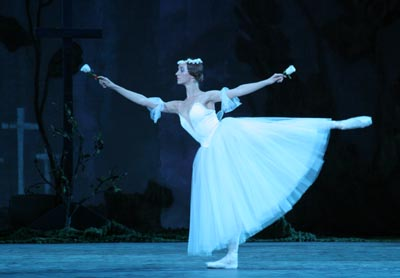
吉賽兒或萊斯威利斯的表演

俄國芭蕾（俄語：Русский балет，法語：Ballet russe，英語：Russian ballet）是一個具有俄羅斯特色或源自俄羅斯的芭蕾舞流派。受法國浪漫派的影響，曾在俄國宮廷掀起了一股芭蕾熱潮。
俄國安娜女皇在冬宮設立帝國芭蕾舞校（瓦加諾娃芭蕾舞學院的前身），早期的學生幾乎都是沙皇僕從的子女，後來這股芭蕾熱延燒到民間芭蕾遂不僅限於宮廷，於是，許多窮苦人家將子女送到舞校習舞、在嚴苛的專制體制下，動作要求精準到位，並挑戰人體極限，使俄國芭蕾有精湛的水準。
古典芭蕾與浪漫芭蕾的相異處在於俄國將法國浪漫派的鐘吊式舞裙改為蓬鬆的短紗裙（為凸顯女舞者修長的線條以及複雜高超的技巧）再融入俄派的優典創造出有異於法國浪漫派的俄派古典芭蕾。

## 歷史
據俄羅斯芭蕾舞歷史記載，早在 17 世紀初，芭蕾舞就在俄羅斯誕生了。

## 對全球舞蹈文化的影響
隨著20世紀初俄羅斯芭蕾舞團等著名芭蕾舞團的成立，俄羅斯芭蕾舞向國際觀眾引入了創新的編舞和表演技術。這種影響對巴黎尤為明顯，俄羅斯芭蕾舞團吸引了許多觀眾，並激勵了新一代的舞者和編舞家。俄羅斯芭蕾舞對技術精確性、表現動作和戲劇性故事講述的重視已成為全球古典芭蕾舞訓練的基石，促進了跨文化交流，豐富了全球舞蹈界，使其成為芭蕾舞作為藝術形式的發展的重要貢獻者。

## 方法
俄羅斯芭蕾舞中有多種方法。使用最廣泛的是瓦加諾娃法（Vaganova_method），以芭蕾舞者兼老師阿格里皮娜·瓦加諾娃（Agrippina Vaganova）的名字命名。

## 著名舞者
俄國聘請了許多外國籍的舞蹈家，如裴迪巴（Petipa）。裴迪巴編的舞大多技巧高超，場面盛大，群舞則整齊一致。在俄國的努力之下，終於出現一位俄國芭蕾教育家阿格里皮娜·瓦加諾娃（Agrippina Vaganova），她對於人體肌肉均有精準的分析，再融合各國芭蕾的優勢，截長補短，發展出一套獨特的俄派教學系統。時至今日，蘇聯政府念她對芭蕾教育功不可沒，遂將帝國芭蕾舞校改為瓦加諾娃芭蕾舞校。

## 著名的俄羅斯芭蕾舞劇
- 法老的女兒(1862)
- 小駝背馬(1864)
- 坎道勒國王(1868)
- 堂吉訶德(1869)
- 舞姬(1877)
- 睡美人（芭蕾舞）（1890 年）
- 胡桃鉗(1892)
- 芙蘿拉的覺醒(1894)
- 天鵝湖(1895)
- 雷蒙(1898)
- 丑角(1900)
- 火鳥(1910)
- 羅密歐與茱麗葉(1940)
- 灰姑娘(1945)

## 其他鏈接
1. ↑  . www.shu.edu.   [2024-05-27]. （原始内容存档于2024-05-25） （英语）.
2. ↑  . Victoria and Albert Museum.   [2024-05-27]. （原始内容存档于2020-01-31） （英语）.
3. ↑  . Wikipedia. 2024-05-25 （英语）.